# Раковњица
Раковњица (слч. Rakovnica) насељено је мјесто са административним статусом сеоске општине (слч. obec) у округу Рожњава, у Кошичком крају, Словачка Република.

## Становништво
| Година:    | 1994. | 2004.   | 2014.   | 2024.   |
| ---------- | ----- | ------- | ------- | ------- |
| Број људи: | 602   | 586     | 591     | 570     |
| Разлика:   |       | -2,65 % | +0,85 % | -3,55 % |

| Година:    | 2023. | 2024.   |
| ---------- | ----- | ------- |
| Број људи: | 577   | 570     |
| Разлика:   |       | -1,21 % |

Према подацима о броју становника из 2011. године насеље је имало 606 становника.